# Pandora blunckii
Pandora blunckii är en svampart som först beskrevs av G. Lakon ex G. Zimm., och fick sitt nu gällande namn av Humber 1989. Pandora blunckii ingår i släktet Pandora och familjen Entomophthoraceae.   Inga underarter finns listade i Catalogue of Life.